# 湯川武
湯川 武（ゆかわ たけし、1941年8月 - 2014年3月8日）は、日本のイスラーム研究者。専門は、中世イスラームの史、中世イスラームの社会・政治思想史。

## 経歴
1941年、兵庫県芦屋市で生まれた。慶應義塾大学で学び、同大学大学院修士課程を修了。1969年から1972年までカイロ・アメリカン大学修士課程で学んで終了。
1973年、慶應義塾大学商学部助手に採用された。1974年から1976年にかけてプリンストン大学へイスラーム史研究のため留学。1977年に慶應義塾大学商学部助教授となり、1988年に教授昇格。1997年から2001年まで学校法人慶應義塾常任理事も務めた。2007年に慶應義塾大学を退任し、同大学名誉教授となった。同2007年からは早稲田大学イスラーム地域研究機構教授として教鞭をとった。2014年3月8日に死去。

## 著作
単著
- 『イスラーム社会の知の伝達』山川出版社 2009

共編著
- 『イスラム世界の人びと4 海上民』 家島彦一・渡辺金一編、東洋経済新報社 1984
- 『クロニック世界全史』樺山紘一・窪添慶文・木村靖二と共編、講談社 1994
- 『語学・論文の書き方 アカデミック・スキルズ』佐藤望・横山千晶と共著、慶應義塾大学出版会 2012

編著
- 『イスラーム国家の理念と現実』(講座イスラーム世界 5) 栄光教育文化研究所 1995

翻訳
- 『アラブの人々の歴史』アルバート・ホーラーニー（英語版）著、監訳、阿久津正幸編訳、第三書館 2003
- 『統治の諸規則』アル＝マーワルディー（英語版）著、慶應義塾大学出版会 2006